# Diodbrygga

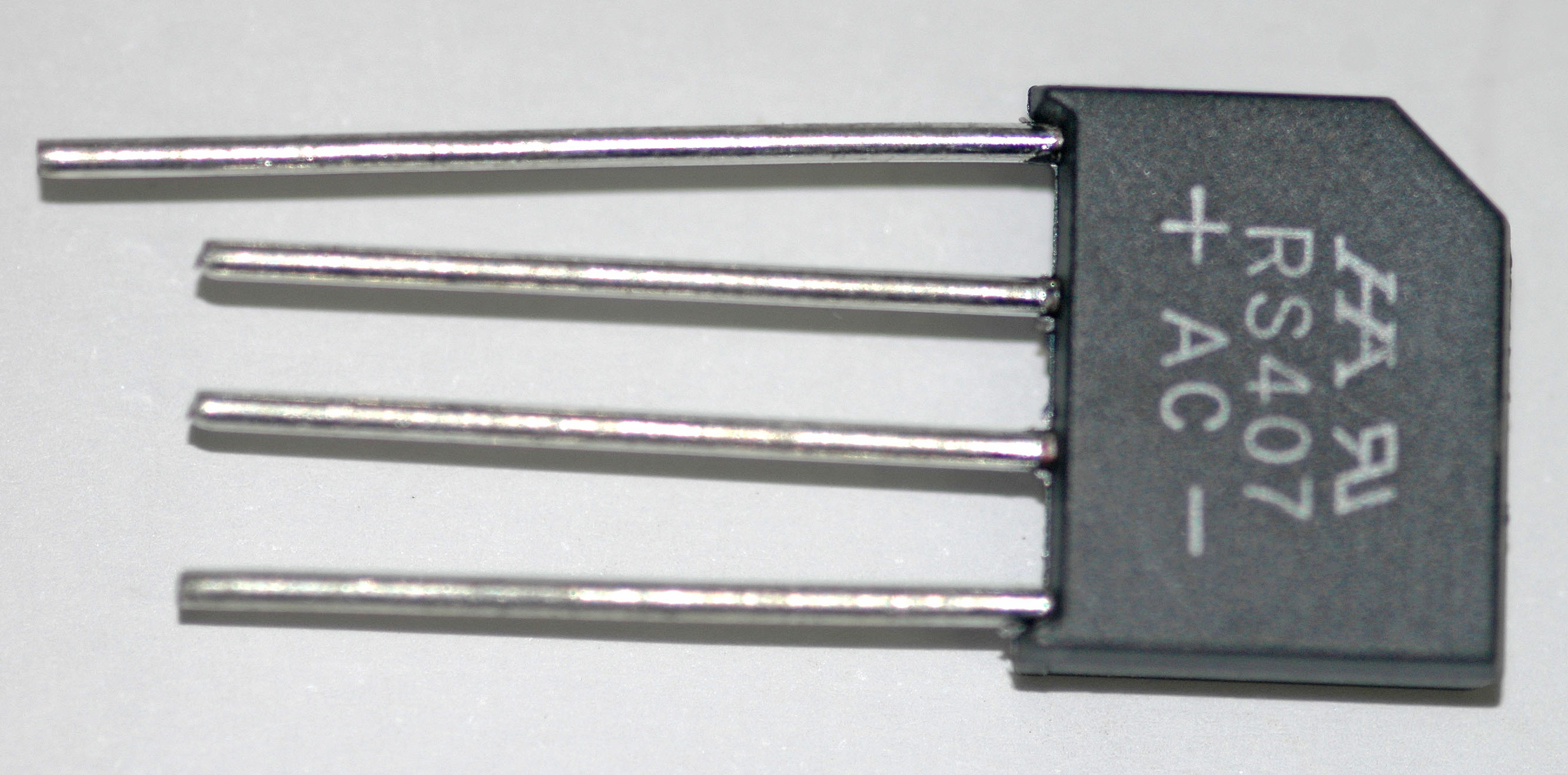
En vanlig diodbrygga.

En diodbrygga är en brygglikriktarkrets
av fyra eller fler dioder i en bryggkrets. De är konfigurerade för att ge samma polaritet på utgången oberoende på polariteten på ingången. Den används vanligen för att konvertera AC till DC och då används den som en helvågslikriktare. Dess funktion är att omvandla de negativa spänningsdelarna av AC-vågformen till positiv spänning, varefter ett lågpassfilter kan användas för att jämna ut resultatet till DC.(p2)
När den används i sin vanligaste tillämpning, för omvandling av en växelström (AC) ingång till en likström (DC) utgång, är den känd som en brygglikriktare. En brygglikriktare ger fullvågslikriktning från en tvåtråds AC-ingång, vilket resulterar i lägre kostnad och vikt jämfört med en likriktare med en tretrådsingång från en transformator med en sekundärlindning med mittuttag.
Innan integrerade kretsar blev tillgängliga konstruerades en brygglikriktare av separata dioder. Sedan omkring 1950 har en enda komponent med fyra terminaler innehållande de fyra dioderna kopplade i en bryggkonfiguration funnits tillgänglig och är nu tillgänglig med olika spännings- och strömvärden.
Dioder används också i bryggtopologier tillsammans med kondensatorer som spänningsmultiplikatorer.

## Historik
Diodbryggkretsen uppfanns av Karol Pollak och patenterades i december 1895 i Storbritannien och i januari 1896 i Tyskland. År 1897 uppfann och publicerade Leo Graetz självständigt en liknande krets. Idag kallas kretsen ibland för en "Graetz-krets" eller "Graetz-brygga".

## Strömflöde
Enligt den konventionella modellen för strömflöde, som ursprungligen etablerades av Benjamin Franklin och fortfarande följs av de flesta ingenjörer idag, flyter ström genom elektriska ledare från den positiva till den negativa polen (definierad som positivt flöde). I själva verket strömmar fria elektroner i en ledare nästan alltid från den negativa till den positiva polen. I de allra flesta applikationer är dock den faktiska riktningen för strömflödet irrelevant. Därför behålls den konventionella modellen i diskussionen nedan.
Det grundläggande kännetecknet för en diod är att ström kan flyta endast en väg genom den, vilket definieras som framåtriktningen. En diodbrygga använder dioder som seriekomponenter för att tillåta ström att passera i framåtriktningen under den positiva delen av AC-cykeln och som shuntkomponenter för att omdirigera ström som flyter i motsatt riktning under den negativa delen av AC-cykeln till de motsatta skenorna.

## Likriktare
I diagrammen nedan, när ingången ansluten till det vänstra hörnet av diamanten är positiv och ingången ansluten till det högra hörnet är negativ, flyter ström från den övre matningsterminalen till höger längs den röda (positiva) vägen till utgången och återgår till den nedre matningsterminalen genom den blå (negativa) ledaren.
När ingången ansluten till det vänstra hörnet är negativ och ingången ansluten till det högra hörnet är positiv, flyter ström från den nedre matningsterminalen till höger längs den röda (positiva) vägen till utgången och går tillbaka till den övre matningsterminalen genom den blå (negativa) banan.

I varje fall förblir den övre högra utgången positiv, och den nedre högra utgången negativ. Eftersom detta är sant oavsett om ingången är AC eller DC, producerar denna krets inte bara en DC-utgång från en AC-ingång, den kan också ge skydd mot omvänd polaritet, det vill säga, den tillåter normal funktion av likströmsdriven utrustning när batterier har installerats baklänges, eller när kablarna från en likströmskälla har vänts om, och skyddar utrustningen från potentiell skada orsakad av omvänd polaritet.
Alternativ till helvågslikriktare med diodbryggor är den centrumuttagna transformatorn och dubbeldiodlikriktaren, och spänningsfördubblingslikriktaren som använder två dioder och två kondensatorer i en bryggtopologi.

AC, halvvågs- och helvågslikriktade signaler

## Utjämningskretsar
Med AC-ingång är utgången från en diodbrygga (kallad helvågslikriktare för detta ändamål; det finns också halvvågslikriktare, som inte använder en diodbrygga) polariserad pulserande icke-sinusformad spänning med samma amplitud men dubblar ingångsfrekvensen. Den kan betraktas som likspänning på vilken en mycket stor rippelspänning överlagras. Denna typ av elektrisk kraft är inte särskilt användbar, eftersom rippel försvinner som spillvärme i DC-kretskomponenter och kan orsaka brus eller distorsion under kretsens drift. Så nästan alla likriktare följs av en serie bandpass- eller bandstoppfilter och/eller en spänningsregulator för att omvandla det mesta eller hela rippelspänningen till en jämnare och möjligen högre DC-utgång. Ett filter kan vara så enkelt som en enda tillräckligt stor kondensator eller spole, men de flesta strömförsörjningsfilter har flera alternerande serier och shuntkomponenter. När rippelspänningen stiger lagras reaktiv effekt i filterkomponenterna, vilket minskar spänningen. När rippelspänningen faller, urladdas reaktiv effekt från filterkomponenterna, vilket höjer spänningen. Det sista steget av likriktningen kan bestå av en zenerdiodbaserad spänningsregulator, som nästan helt eliminerar eventuell kvarvarande rippel.